# Шаровидный броненосец
Шаровидный броненосец, или обыкновенный шаровой броненосец (лат. Tolypeutes matacus), — вид млекопитающих из семейства Chlamyphoridae отряда броненосцев.  Эндемик Южной Америки, его можно встретить в Аргентине, Боливии, Бразилии и в Парагвае.

## Описание
Тело состоит из трёх подвижно сочленённых поясов. Благодаря такому строению тела, в случае опасности, может сворачиваться в шар, защищая голову и уязвимые части тела. Развернуть такой шар крайне трудно. Кроме того, при сворачивании броненосец оставляет небольшую щелку в шаре, которая с силой захлопывается на лапе или морде хищника. Броня состоит из кератинов, из тех же белков, из которых состоят ногти человека. Броня жёлтого или коричневого цвета. Хвост короткий и толстый. Длина колеблется от 22 до 40 см, а масса — 1—2 кг.

## Питание
Рацион практически полностью состоит из насекомых, таких как муравьи и термиты, которых он ловит своим длинным липким языком. Едят также червей и улиток. Однако в неволе могут питаться фруктами, овощами и ягодами. Зубы растут в течение всей жизни.

## Образ жизни
Спариваются шаровые броненосцы в конце весны — начале лета. Период беременности самки длится около 120 дней. Детёныши рождаются полностью сформированными, и сразу после рождения могут сворачиваться в шар. Половой зрелости достигают к 9—12 месяцам. В отличие от некоторых других видов броненосцев, шаровидные броненосцы не роют норы, хотя могут занять уже вырытую нору гигантского муравьеда. В неволе живут 12—15 лет.

## Численность
Численность сокращается из-за разрушения среды обитания и превращения её в сельскохозяйственные угодья, а также чрезмерной охоты на него. Также броню броненосца может прокусить ягуар.